# Frumos e în septembrie la Veneția
Frumos e în septembrie la Veneția este un film românesc din 1983 regizat de Nae Caranfil. Rolurile principale au fost interpretate de actorii Dorina Lazăr, Dan Condurache, Florian Pittiș.

## Distribuție
Distribuția filmului este alcătuită din:
- Florian Pittiș — vocea naratorului
- Dan Condurache
- Dorina Lazăr